# Dirty Harry (filmfigur)
Dirty Harry, egentligen Harold Francis Callahan, är en fiktiv rollfigur som spelats av Clint Eastwood i 5 långfilmer från Warner Bros.
Callahan arbetar som kriminalpolis vid San Francisco Police Department. Smeknamnet Dirty Harry har han fått för sitt något brutala tillvägagångssätt att lösa brott. I filmerna dödar han oftast de brottslingar han stöter på med sin revolver, en Smith & Wesson Model 29 .44 Magnum.

## Långfilmer
Clint Eastwood spelar Dirty Harry i alla fem filmerna:.
- 1971 - Dirty Harry (Dirty Harry) - roman av Phillip Rock (Dirty Harry, Pocket Deckaren 7 år 1972, Dirty Harry nr 10 år 1984)
- 1973 - Magnum Force (Magnum Force) - roman av Mel Valley (Magnum Force, Pocket Deckaren 25 ¨år 1975, Dirty Harry nr 6 år 1983)
- 1976 - The Enforcer (Hårdingen) - roman av Wesley Morgan (Lagens hämnare, Dirty Harry nr 5 år 1983)
- 1983 - Sudden Impact (Sudden Impact) - roman av Joseph C Stinson (Sudden Impact - blodig hämnd, Dirty Harry nr 9 år 1984)
- 1988 - The Dead Pool (Dödsspelet)

Filmerna blev kraftigt censurerade i Sverige av Statens biografbyrå när de släpptes, men numera finns de att se i oklippta originalversionerna.

## Böcker av Dane Hartman
1981 meddelade Eastwood att han inte hade några planer på att medverka i ytterligare filmer. Efter att de tre Dirty Harry-filmernas manuskript även bearbetats till romaner valde Warner Books att 1982-1983 ge ut ytterligare tolv böcker och som författare ange Dane Hartman. Detta var en förlagspseudonym med Ric Meyers och Leslie Alan Horvitz som huvudsakliga skribenter. 1983 kom en fjärde film, som också bearbetades till en roman. Samtliga böcker, utom Dane Hartmans sista, översattes till svenska och utgavs av B. Wahlströms bokförlag.
- 1982 - Duel for cannons (Den hårda lagen, Dirty Harry nr 1 år 1982 och återutgiven som nr 16)
- 1982 - Death on the docks (Den heta jakten, Dirty Harry nr 2 år 1982 och återutgiven som nr 17)
- 1982 - The long death (Den grymma staden, Dirty Harry nr 3 år 1982 och återutgiven som nr 18)
- 1982 - The Mexico kill (Den blodiga gränsen, Dirty Harry nr 4 år 1983)
- 1982 - Family skeletons (Den vassa eggen, Dirty Harry nr 7 år 1983)
- 1982 - City of blood (Den grymma leken, Dirty Harry nr 8 år 1983 eller 1984)
- 1982 - Massacre at Russian River (Det gröna giftet, Dirty Harry nr 11 år 1984)
- 1982 - Hatchet men (Den blodiga duellen, Dirty Harry nr 12 år 1985)
- 1982 - The killing connection (Den onda cirkeln, Dirty Harry nr 13 år 1985)
- 1982 - Blood of strangers (Den heta natten, Dirty Harry nr 14 år 1985)
- 1983 - Death in the air (Den sista jakten, Dirty Harry nr 15 år 1985)
- 1983 - Dealer of death